# SDL
|  | Aquest article tracta sobre el llenguatge d'especificació. Si cerqueu l'empresa, vegeu «SDL Trados». |

SDL és un llenguatge d'especificació formal i visual normat per la ITU-T en l'estàndard Z.100, així com l'acrònim de Specification and Description Language. El llenguatge SDL està dissenyat per a l'especificació de sistemes complexos, interactius, orientats a esdeveniments, de temps real o que presentin un comportament paral·lel, i on mòduls o entitats independents es comuniquin per mitjà de senyals per efectuar la seva funció.

## Història
El desenvolupament de SDL va començar el 1972, quan un grup d'estudi de 15 membres de la CCITT, representant a diversos sectors de l'enginyeria elèctrica ia diversos actors de la indústria, van començar a definir d'un llenguatge per especificar sistemes de telecomunicacions. La primera versió del llenguatge va ser llançada a 1976, seguit de noves versions a 1980, 1984, 1988, 1992 i 1996.

## Model teòric
Una especificació En SDL està formada dels següents elements:
- Estructura, la notació dedicada a l'estructura permet subdividir el problema en instàncies més simples, utilitzant l'enfocament de dalt a baix clàssic de l'enginyeria. Els elements que conformen l'estructura del sistema en ordre de generalitat i nivell d'abstracció són:
  - Sistema: el sistema és l'ambient on es desenvolupa l'existència del producte i el producte mateix.
  - Blocs.
  - Processos: els processos són l'equivalent de màquines d'estat finit esteses, capaços de controlar el tret de les transicions amb guardes.
  - Serveis: un servei és similar a un procés, però no té un espai privat de variables.
- Comunicació:
  - Senyals
  - Canals de comunicació
- Comportament (processos).
- Dades (tipus de dades abstractes).
- Relacions d'herència (especialització).